# مؤسسه خیریه کهریزک
مؤسسه خیریه کهریزک یا آسایشگاه معلولین و سالمندان کهریزک یکی از نهادهای درمانی بزرگ در ایران است که در جنوب تهران و در نزدیکی شهر کهریزک بنا شده‌است.
این مرکز امروزه در فضایی به وسعت ۴۲۰٬۰۰۰ متر مربع با ۱۶۰٬۰۰۰ متر مربع زیربنا، با بخش‌های بهداشتی، درمانی، توان‌بخشی، آموزشی و امور فرهنگی و ورزشی در خدمت مددجویان است. در طی سال‌های فعالیت آسایشگاه کهریزک، این مکان همچنان به صورت غیرانتفاعی باقی مانده‌است و با کمک‌های مردمی اداره می‌شود. این محل که پس از تاسیس بارها گسترش یافت، با احداث بناهای اماکن مختلف مانند کارگاه، ساختمان بیماران ام.اس، سالن ورزش، فضای سبز شامل آسایشگاه‌هایی برای معلولین و سالمندان است. بسیاری از بناهای موجود توسط افرادی خیر و نیکوکاری ساخته شد که قدم پیش گذاشتند و هزینه ساخت و ساز آن را تقبل کردند.  
این مرکز در ۲۲ ژوین سال ۲۰۲۳ مقام مشورتی اکوسوک سازمان ملل متحد را بدست آورد.

## تاریخچه
این آسایشگاه در سال ۱۳۵۱ به همت محمدرضا حکیم‌زاده لاهیجی که در آن زمان مدیر بیمارستان فیروزآبادی شهر ری بود، فعالیت خود را آغاز کرد.
وی انگیزه خود را برای احداث این چنین بیان می‌کند:
در سال ۱۳۵۰ و ۱۳۵۱ رئیس بیمارستان فیروزآبادی بودم، به‌خوبی به خاطر دارم که موقع خروج از بیمارستان نزدیکی‌های در خروجی، اغلب چند بیمار مفلوک، معلول یا پیر و فرسوده را در حال خوابیده، نزدیک در بیمارستان می‌دیدم و با آنکه رئیس بیمارستان بودم قادر نبودم به طریقی اعمال نفوذ کنم و دستور بستری شدن آنان را بدهم، اگر هم دستور می‌دادم پزشکان به دلایل قانع کننده از پذیرفتن آنان خودداری می‌کردند و حق هم داشتند زیرا آن افراد نه قابل درمان بودند نه بیمارستان قادر بود برای زمان طولانی آنها را بستری نموده و تخت بیمارستان را اشغال نماید.
من از دیدن این وضع و بدبختی معلولان یا بیماران غیرقابل درمان زجر می‌کشیدم، تا به خواست ایزد توانا بدون توجه به جوانب کار، درمانگاه متروکه امین الدوله واقع در کهریزک را که با هزینه یکی از بانوان نیکوکار، مرحومه بانو فخرالدوله، دایر گردیده بود و به دلایلی سال‌ها در آن بسته مانده بود مورد استفاده قرار دادم و دو سه نفر معلول که پناهی نداشتند در آن جا بستری کردم، هدفم این بود که به لطف ایزد توانا و کمک نیکوکاران، این بیچارگان در آن جا بخوابند و تا زمانی که زنده هستند تا حدّ امکان از آن‌ها پذیرایی گردد. این کار را هم کردم. از آن جایی که پشتیبان کارهای نیک در مرحله اول خدای بزرگ است، او کمک کرد. نمی‌دانم چگونه افرادی را به یاری فرستاد و هسته اولیه هیئت مؤسس تشکیل شد به خواست خداوند متعال و همت بانیان خیراندیش فعالیت آغاز شد.
کار ساخت و ساز آسایشگاه سالمندان در دوم مرداد ۱۳۵۲ در زمینی که به مساحت ۲۸ هزار مترمربع از طرف حسن محمدی اهدا شد آغاز گردید.

## بخش‌ها
شامل مرکز توانبخشی، بخش فرهنگی و بخش درمانی است. مرکز توانبخشی از جمله اولین بخش‌های راه‌اندازی شده در آسایشگاه به‌شمار می‌رود و از سال ۱۳۶۰ با انجام کاردرمانی و فیزیوتراپی، به مددجویان امکان داد تا از بستر خارج شده و در فعالیت‌های انفرادی و گروهی مجتمع شرکت کنند. بخش درمانی ۸۰ تخت داشته و دارای اتاق‌هایی با تجهیزات مخصوص و مجزا برای مبتلایان به بیماری‌های عفونی، زخم بستر، پوست، مراقبتهای ویژه، ICU و CCU است. به تازگی بخش مخصوص بیماران مبتلا به MS، با ۵٬۰۰۰ متر مربع زیربنا، در دو طبقه و ۱۲۰ تخت، نیز راه‌اندازی شده‌است.

## شهرک‌ها

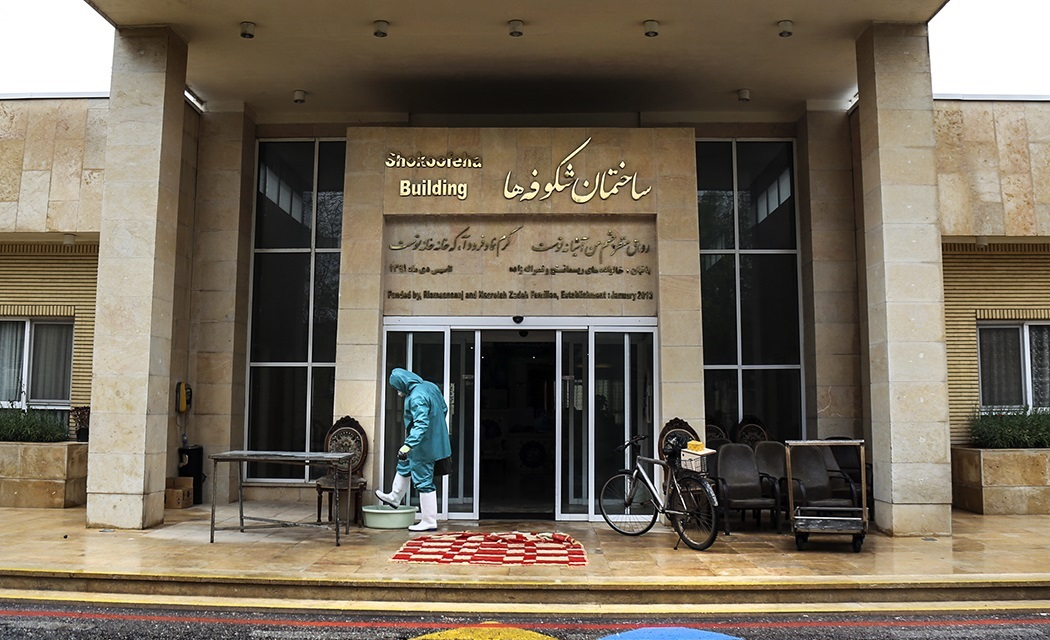
ساختمان شکوفه ها

### شهرک امید
برای استفاده سالمندانی که توانایی زندگی مستقل دارند.

### شهرک گُل‌ها
شامل ۵۴ واحد مسکونی برای اسکان کارکنانی است که حضور دائمی آن‌ها در آسایشگاه ضروری است.

### شهرک عمید
شامل ۲۰ واحد خانهٔ مسکونی جهت سکونت زوج‌های معلول شاغل در آسایشگاه است و تا سال ۱۳۸۰، پنج واحد دیگر توسط بانیان خیر به آن افزوده شد.